# 歸仁北里
歸仁北里，是台灣南部自清治時期至日治初期的一個行政區劃，其範圍即今台南市的歸仁區中部偏東。
歸仁北里北邊為保西里、保東里，東邊為外新豐里，南邊為永豐里，西邊為歸仁南里。

## 管轄街庄
歸仁北里共轄1個庄：
- 今歸仁區境內：歸仁北庄